# ニコラ・ドゥ・プレヴィユ
ニコラ・ドゥ・プレヴィユ（Nicolas de Préville、1991年1月8日 - ）はフランスのサッカー選手。ポジションはFW。

## 経歴
FCイストルの下部組織出身で、2009年8月14日、FCメスとのリーグ戦でプロデビュー。
2013年1月23日、リーグ・アンのスタッド・ランスと3年半契約を結んで移籍した。
2016年8月、KVオーステンデに完全移籍した直後にリールに期限付き移籍し、その後同クラブに完全移籍した。
2021年8月30日、FCメスに3年契約で移籍した。